# Municipio de Springhill (Carolina del Norte)
El municipio de Springhill (en inglés: Springhill Township) es un municipio ubicado en el  condado de Wilson en el estado estadounidense de Carolina del Norte. En el año 2010 tenía una población de 3.131 habitantes.

## Geografía
El municipio de Springhill se encuentra ubicado en las coordenadas 35°39′11.5″N 78°5′22.21″O / 35.653194, -78.0895028.